# The Black Dots of Death
The Black Dots of Death er et amerikansk band dannet af Shawn Crahan fra Slipknot.